# 尊称
尊稱是一種用於稱呼或提及他人時表達尊敬、禮貌或對其職位或地位敬意的称谓。有時，「尊稱」一詞也被用於比礼称更具體的意義，指榮譽性的學術頭銜。此外，尊稱常與語言學中的敬語系統混淆，這些系統是通過語法或詞形變化來編碼說話者之間相對社會地位的方式。尊稱可以根據場合及風格習俗的要求，作為前綴或後綴使用。
通常，尊稱在語法上用於第三人稱的表達風格，並在第二人稱中作為稱呼形式使用。一些語言中還有自謙的一人稱形式（「在下」之類的表達），其效果是提升被稱呼者的相對尊敬地位。